# 2002 год в футболе
Важнейшие события в футболе за 2002 год.

## Соревнования сборных
- Чемпионат мира в Южной Корее и Японии (31 мая — 30 июня)
  1.  Бразилия (5-й титул)
  2.  Германия
  3.  Турция
  4.  Республика Корея
- Кубок африканских наций в Мали (19 января — 13 февраля)
  1.  Камерун
  2.  Сенегал
  3.  Нигерия

## Национальные первенства

### Азия
- Иран: Персеполис

### Европа
- Англия: «Арсенал».
- Германия: «Боруссия Дортмунд».
- Дания: «Брондбю».
- Ирландия: «Шелбурн».
- Исландия: «Рейкьявик».
- Испания: «Валенсия».
- Италия: «Ювентус».
- Нидерланды: «Аякс».
- Португалия: «Спортинг» Лиссабон.
- Россия: «Локомотив» Москва.
- Турция: «Галатасарай».
- Украина: «Шахтёр» Донецк.
- Франция: «Олимпик Лион».
- Швеция: «Юргорден».
- Шотландия: «Селтик».

### Северная Америка
- США: «Лос-Анджелес Гэлакси».

### Южная Америка
- Аргентина:
  - Клаусура — «Ривер Плейт»
  - Апертура — «Индепендьенте»
- Боливия: «Боливар»
- Бразилия: «Сантос»
  -  Сан-Паулу: «Итуано»
  -  Сан-Паулу (Суперчемпионат): «Сан-Паулу»
  -  Рио-де-Жанейро: «Флуминенсе»
- Уругвай: «Насьональ»
- Парагвай: «Либертад»
- Мексика:
  - 2001/2002 Лето — «Америка» Мехико
  - 2002/2003 Апертура — «Толука»
- Эквадор: «Эмелек»

## Международные клубные турниры
- Лига Чемпионов УЕФА —  «Реал Мадрид»
- Кубок УЕФА —  «Фейеноорд»
- Суперкубок УЕФА —  «Реал Мадрид»
- Кубок Либертадорес —  «Олимпия» Асунсьон
- Южноамериканский кубок —  «Сан-Лоренсо»
- Межконтинентальный кубок —  «Реал Мадрид»

## Умерли

### Февраль
- 8 февраля — Зизиньо, Бразильский полузащитник, лучший игрок чемпионата мира 1950. (80)
- 16 февраля — Уолтер Уинтерботтом (89), Английский тренер

### Март
- 4 марта — Велибор Васович (62), Югославский футболист

### Май
- 13 мая — Валерий Лобановский (63), Украинский футболист и тренер

### Июнь
- 17 июня — Фриц Вальтер (81), Немецкий футболист, чемпион мира (1954).

### Сентябрь
- 17 сентября — Эдвалдо Алвес де Санта Роза, Бразильский форвард, победитель чемпионата мира 1958. (68)
- 22 сентября — Хулио Хервасио Перес, Уругвайский нападающий, победитель чемпионата мира 1950. (76)

### Октябрь
- 24 октября — Эрнан Гавирия (32), Колумбийский футболист

### Ноябрь
- 9 ноября — Эусебио Техера, Уругвайский защитник, победитель чемпионата мира 1950. (80)
- 13 ноября — Хуан Альберто Скьяффино, Уругвайский нападающий, победитель чемпионата мира 1950, считается величайшим футболистом Уругвая всех времён. (77)

## Фильмы
- Играй как Бекхэм (фильм)